# Roy Smeck

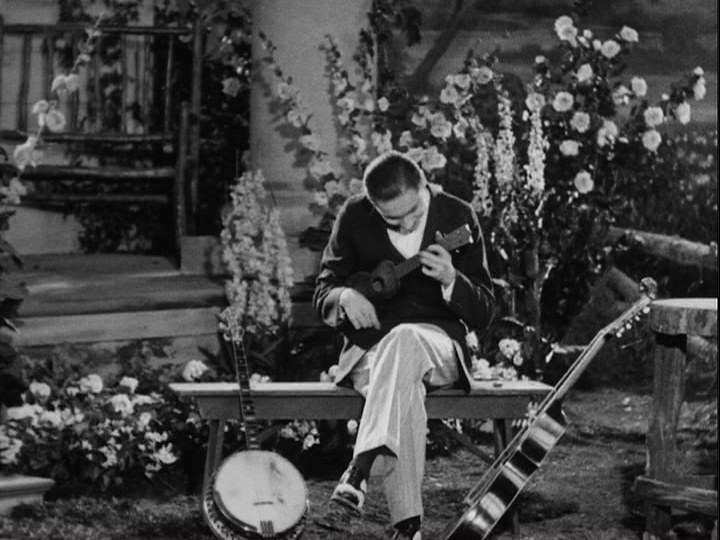
Roy Smeck apareció en el cortometraje de 1926 His Pastimes

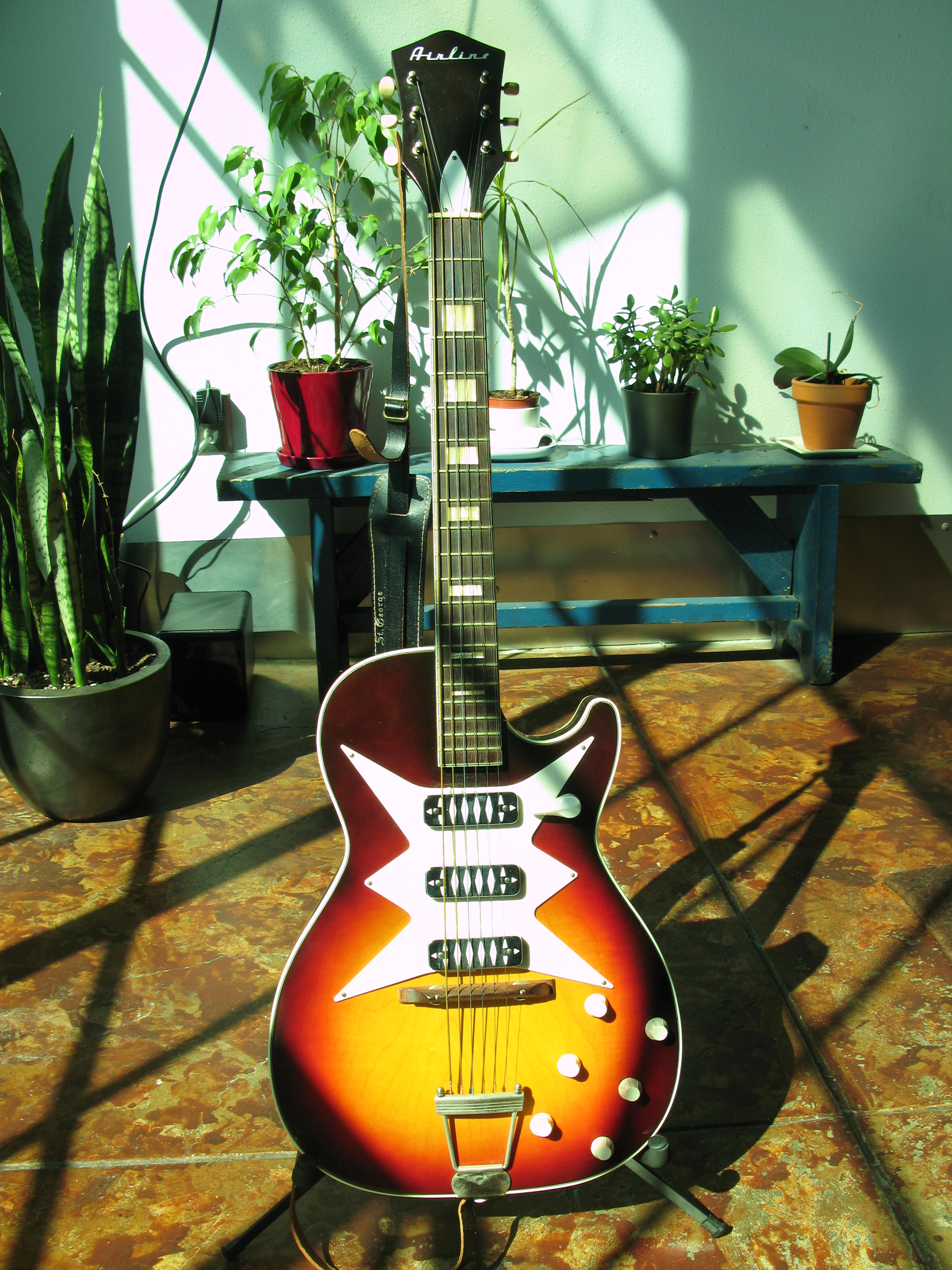
Guitarra eléctrica Roy Smeck Custom Airline Stratotone de los años '60

Leroy Smeck (Reading; 6 de febrero de 1900-Nueva York; 5 de abril de 1994) fue un músico estadounidense. Su habilidad con el banjo, la guitarra y el ukelele le valió el apodo de "El mago de las cuerdas".

## Trasfondo
Smeck nació en Reading, Pensilvania. Se inició en el circuito de vodevil. Su estilo fue influenciado por Eddie Lang, Ikey Robinson, el banjista Harry Reser, Johnny Marvin y el guitarrista Sol Hoʻopiʻi . Smeck no podía cantar bien, por lo que desarrolló bailes novedosos y trucos para complementar su acto.

## Vodevil
Smeck fue uno de los dos únicos artistas de vodevil que tocaron el octacordio, una guitarra lap steel de 8 cuerdas. Sam Moore le presentó el instrumento cuando tocó en el proyecto de ley con Moore y Davis en 1923.
Como muchos de los artistas de la época, era un gran admirador de los instrumentos creados por CF Martin & Company y usaba una variedad de sus instrumentos. Smeck no logró obtener un acuerdo de patrocinio con Martin, quien limitó su apoyo a un veinte por ciento de descuento para todos los artistas. Como resultado, respaldó las guitarras Harmony y Gibson y los ukeleles Harmony. Smeck también era conocido por su trabajo en el Vita-Uke de la compañía Harmony junto con otras versiones vendidas con su firma en el clavijero.

## Radio
Smeck fue uno de los primeros artistas radiales, organizando actos para apariciones en todo el país. Casi todos tenían su nombre en el título de la banda, incluidos The Roy Smeck Trio, The Roy Smeck Quartet, Roy Smeck and his Vita Trio, Roy Smeck's Novelty Orchestra y Roy Smeck and His Music Men.

## Apariciones notables
El 15 de abril de 1923, Stringed Harmony, un cortometraje protagonizado por Smeck realizado en el proceso de sonido sobre película DeForest Phonofilm, se estrenó en el Teatro Rivoli de la ciudad de Nueva York.
El 6 de agosto de 1926, Warner Brothers lanzó Don Juan, protagonizada por John Barrymore, el primer largometraje lanzado en el sistema de sonido en disco Vitaphone . En el programa había un cortometraje, His Pastimes, realizado en Vitaphone y protagonizado por Smeck, que lo convirtió en una celebridad instantánea.
Smeck apareció en la película Club House Party (1932) con la estrella cantante Russ Columbo. También apareció con Columbo en That Goes Double (1933), que presentaba a Smeck en una pantalla dividida en cuatro partes, tocando simultáneamente la guitarra de acero, el banjo tenor, el ukelele y la guitarra de seis cuerdas.
Smeck tocó en el baile inaugural presidencial de Franklin D. Roosevelt en 1933, en la revisión de coronación de George VI en 1937 y realizó giras por todo el mundo. Apareció en televisión en programas de variedades presentados por Ed Sullivan, Steve Allen y Jack Paar . De 1943 a 1945, encabezó un espectáculo de la USO que recorrió hospitales de veteranos en los Estados Unidos en un espectáculo que presentaba a las Meri-Maids, protagonizada por Marjorie Lynn, oriunda de Chicago, famosa por National Barn Dance.

## Inventor e instructor
Smeck diseñó y respaldó el Vita-Uke y otros instrumentos de cuerda comercializados por Harmony Company of Chicago. Hizo más de 500 grabaciones para varias compañías, incluidas Edison Records, Victor Talking Machine Company, Columbia Records, Decca Records, Crown Records, RCA Records y otras. También escribió libros de instrucciones/métodos y arreglos para los instrumentos que tocaba.

## Vida posterior y reconocimiento
Un documental de Alan Edelstein y Peter Friedman, The Wizard of the Strings (1985), fue nominado a un Premio de la Academia al Mejor Documental y ganó un premio en los Student Academy Awards.
Smeck murió en la ciudad de Nueva York a los 94 años.
En 1998, fue incluido en el Salón de la Fama del Ukulele. Su cita decía, en parte, "El 'Mago de las cuerdas' capturó los corazones y las mentes del público durante más de seis décadas". Fue incluido póstumamente en el Salón de la Fama Nacional del Banjo de Cuatro Cuerdas en 2001.